# Ditrema
Genre
Ditrema est un genre de poissons téléostéens (Teleostei) de la famille des Embiotocidae.

## Liste des espèces
Selon FishBase (4 février 2016) :
- Ditrema jordani Franz, 1910
- Ditrema temminckii Bleeker, 1853
- Ditrema viride Oshima, 1955